# Steffen Frølund
Steffen W. Frølund, né le 15 juillet 1984, est un homme politique danois, membre de l'Alliance libérale.

## Biographie
Steffen Frølund termine en 2011 des études de management de l’innovation et développement des affaires à l'école de commerce de Copenhague. Il commence ensuite une carrière d'entrepreneur, au cours de laquelle il créé notamment la start-up Bownty.
Engagé au sein de l'Alliance libérale, il est élu député au Folketing lors des élections législatives du 1er novembre 2022. Après le scrutin, il devient le porte-parole de son groupe parlementaire sur la politique fiscale et le climat. En 2024, il devient également porte-parole de son parti sur les questions énergétiques. À ce titre, il fait partie des principales figures appelant à la levée du moratoire sur l'énergie nuélcaire voté au Danemark en 1985.